# Barwy kampanii
Barwy kampanii (ang. Primary Colors) – amerykańska tragikomedia z 1998 (na podstawie powieści napisanej przez anonimowego autora (później niektórzy utrzymywani, że był nim znany dziennikarz Joe Klein).
Barwy kampanii nawiązują, choć nie w dosłowny sposób (widać, o jakie postaci chodzi) do pierwszej kampanii prezydenckiej gubernatora Billa Clintona, który też pochodzi z południa kraju.

## Postaci
|                               | Postać                        | Pierwowzór                           | Aktor                               |
| gubernator/kandydat           | Jack Stanton                  | Bill Clinton                         | John Travolta                       |
| Jego żona                     | Susan Stanton                 | Hillary Clinton                      | Emma Thompson                       |
| Ich przyjaciółka              | Lucille Kaufman               | Susan Thomases                       | Caroline Aaron                      |
| Ich dziecko                   | Jackie Stanton                | Chelsea Clinton                      | nieznany                            |
| Menedżer kampanii             | Henry Burton                  | George Stephanopoulos                | Adrian Lester                       |
| Szef kampanii                 | Howard Ferguson               | Harold Ickes, Jr.                    | Paul Guilfoyle                      |
| Menedżer kampanii             | Richard Jemmons               | James Carville                       | Billy Bob Thornton                  |
| Obrońca kampanii              | Libby Holden                  | Betsey Wright, Vince Foster          | Kathy Bates                         |
| Doradca medialny              | Arlen Sporken                 | Frank Greer                          | Ben Jones                           |
| Doradczyni kampanii           | Daisy Green                   | Mandy Grunwald                       | Maura Tierney                       |
| Doradca kampanii              | Norman Asher                  | David Garth                          | Robert Klein                        |
| Ankieter                      | Leon Birnbaum                 | Stan Greenberg                       |                                     |
| Rzekoma kochanka              | Cashmere McLeod               | Gennifer Flowers                     | Gia Carides                         |
| Możliwy kandydat              | Orlando Ozio                  | Mario Cuomo                          | tylko wspominany                    |
| Jego syn                      | Jimmy Ozio                    | Andrew Cuomo                         | Robert Cicchini                     |
| Kandydat                      | Charlie Martin                | Bob Kerrey                           | Chelcie Ross                        |
| Kandydat                      | Bart Nilson                   | Tom Harkin                           | Robert Symonds                      |
| Kandydat                      | Lawrence Harris               | Paul Tsongas                         | Kevin Cooney                        |
| Zastępczy kandydat            | Fred Picker                   | Jerry Brown/Ross Perot/Harold Hughes | Larry Hagman                        |
| Murzyński przywódca           | Luther Charles                | Jesse Jackson                        |                                     |
| Przywódca w kongresie         | William Larkin                | Dick Gephardt                        |                                     |
| Przywódca w kongresie         | Donny O'Brien                 | Tip O’Neill                          |                                     |
| Reporter                      | Jerry Rosen                   | Joe Klein                            |                                     |
| Reporter                      | A. P. Cauley                  | R. W. Apple, Jr.                     |                                     |
| Umiarkowani Demokraci Ameryki | Umiarkowani Demokraci Ameryki | Democratic Leadership Council (DLC)  | Democratic Leadership Council (DLC) |
| Ich lider                     | Arthur Kopp                   | Al From                              |                                     |
| Stolica stanu gubernatora     | Mammoth Falls                 | Little Rock, Arkansas                |                                     |
| Jego rodzinne miasto          | Grace Junction                | Hope, Arkansas                       |                                     |